# 斎藤拓海
斎藤拓海（さいとうたくみ、2001年4月4日 - ）は、日本の男性プロレスラー。愛知県安城市出身。シアタープロレス花鳥風月所属。

## 来歴
母校の卒業生オカダ・カズチカに憧れプロレスラーを目指す。
2020年
12月30日浅草橋ヒューリックホール大会でプロデビュー。
2021年
10月17日プロレスリングHEAT-UPに初参戦。今井礼夢とシングルマッチで対戦。
10月23日山縣優20周年記念興行に参戦。PSYCHOとタッグを組み新納刃&後藤恵介組と対戦。
2022年
4月3日プロレスリングHEAT-UPとの対抗戦では団体の大将としてTAMURAとシングルマッチで対戦。
10月25日Marvelousに初参戦。井坂レオとシングルマッチで対戦。
12月11日井上雅央とシングルマッチで対戦。
2023年
プロレスリングZERO1｢第20回天下一Jr.(2023)｣に初出場。
10月1日の1回戦でバンビートにコウモリ吊り落としからの片エビ固め(7分33秒)で敗戦し、トーナメント敗退。
11月3日 栃木プロレス栃木県庁前大会で行われた6人タッグにて 新日本プロレス 永田裕志と初対戦。
2024年
1月1日 プロレスリングZERO1元日後楽園ホール大会にて阿部史典とシングルマッチで対戦。
7月20日プロレスリング・ノアLIMITBREAKに初参戦。
DDTプロレスリング 松永智充とタッグを組みヒデ久保田 ＆ヤス久保田組と対戦。
8月25日佐藤光留自主興行 変態の逆襲にて立花誠吾With 黒潮TOKYOジャパンとダークマッチで対戦。With 土肥こうじ。
10月20日プロレスリング・ノアLIMITBREAKに2度目の参戦。
岩本煌史とタッグを組み小峠篤司＆大原はじめ組と対戦。
12月8日DDTプロレスリングに初参戦。
納谷幸男とタッグを組み中村圭吾 ＆石田有輝組と対戦。
2025年
1月1日栃木プロレス元日後楽園ホール大会にて6人タッグマッチで不動力也から初勝利をあげる。
5月13日DDTプロレスリング若手興行DGENERATIONSに初参戦。
高尾蒼馬とシングルマッチで対戦。

## 得意技
母校の卒業生であるオカダ・カズチカから影響を受けた技を多く使用する。

### フィニッシュ・ホールド
ジャーマン・スープレックス・ホールド

### 打撃技
チョップ
レインメーカー式チョップ
ドロップキック
トラース・キック

### 投げ技
ジャーマン・スープレックス・ホールド
ノーザンライト・スープレックス・ホールド
リバース・ネックブリーカー

### 関節技
プルマ・ブランカ

### 飛び技
ミサイルキック
フロッグスプラッシュ

## タイトル歴
- 新風流人タッグ王座（第5代）[2]

パートナーは石坂ブライアン。

## 入場テーマ曲
- I Was Born To Love You（ボーン・トゥ・ラヴ・ユー）（フレディー・マーキュリー）